# İrem Karamete
İrem Karamete (Istanbul, 20 de juny de 1993) és una esgrimista turca que competeix en floret. Karamete s'ha guanyat el dret de participar en els Jocs Olímpics d'Estiu de 2016 i es va convertir en la primera esgrimista turca en competir als Jocs Olímpics des de 1984.